# Nick Jonas
Nicholas Jerry Jonas, detto Nick (Dallas, 16 settembre 1992), è un cantautore, attore e musicista statunitense.
Fa parte della band Jonas Brothers insieme ai fratelli Joe Jonas e Kevin Jonas; il gruppo ha venduto circa 17 milioni di album. Nel febbraio 2010 ha pubblicato un album con la band da lui formata: Nick Jonas & the Administration, mentre nel 2014 ha avviato la carriera di solista pubblicando l'album Nick Jonas, seguito da Last Year Was Complicated nel 2016. Ha pubblicato 4 album da solista e ottenuto un buon successo con alcuni suoi singoli da solista; ha inoltre all'attivo una carriera da attore sia al cinema che in TV, con partecipazioni in lavori come la saga reboot di Jumanji, Scream Queens e la saga di Camp Rock.

## Biografia
Nicholas Jerry Jonas, conosciuto come Nick Jonas, è nato a Dallas, Texas, il 16 settembre 1992 da Denise Marie Miller e Paul Kevin Jonas Sr, ma è cresciuto a Wyckoff, in New Jersey. Come i fratelli ha origini italiane, da parte della madre, irlandesi, tedesche e nativo americane (precisamente Cherokee).
Il 16 novembre 2005, all'età di tredici anni, mentre era in tour con i suoi fratelli, gli è stato diagnosticato il diabete di tipo 1. Denise, la madre, l'aveva mandato dal pediatra, il quale l'ha inviato direttamente al pronto soccorso. Jonas è stato successivamente intervistato dal magazine Diabetes Forecast per un articolo sulla sua vita e la lotta alla malattia.

### Recitazione
Nel 2007 partecipa con i fratelli Joe e Kevin ad una puntata della serie televisiva Hannah Montana con Miley Cyrus con la quale è stato fidanzato per circa due anni. Nel 2008 partecipa, sempre con i fratelli Joe e Kevin, al film Disney per la televisione Camp Rock. Nel 2009 è protagonista, nella serie televisiva Jonas in cui interpreta se stesso. Il primo episodio in Italia è andato in onda su Disney Channel il 18 settembre. Nel 2010 è protagonista del film Disney per la televisione Camp Rock 2: The Final Jam e della serie televisiva Jonas L.A. Nel 2011 prende parte a una puntata della serie televisiva L'uomo di casa. Dal 2014 entra a far parte del cast della serie tv Kingdom nel ruolo di Nate Kulina. Nel 2017 prende parte al film Jumanji - Benvenuti nella giungla in cui interpreta Alex. Nel 2019 entra a far parte del film Midway e partecipa come doppiatore al film d'animazione Pupazzi alla riscossa, e nel 2021 recita nel film Chaos Walking insieme a Tom Holland.

### Broadway
La carriera di Nick inizia all'età di sei anni, quando viene scoperto mentre si trova dal parrucchiere con la madre. A sette anni inizia ad esibirsi a Broadway. Ha recitato in diverse rappresentazioni, tra cui A Christmas Carol (nel 2000 nella parte di Tiny Tim e poi in quella di Scrooge), Annie Get Your Gun (nel 2002 nella parte di Little Jake), Beauty and the Beast. (nel 2002), e Les Misérables (nel 2003 nella parte di Gavroche). Successivamente ha recitato inThe Sound of Music (interpretando Kurt) al Paper Mill Playhouse.
Nel 2010 interpreta il ruolo di Marius nel concerto evento per i 25 anni del musical Les Misérables a Londra.
Nel 2011, prende parte a una rappresentazione di Hairspray nel ruolo di Link Larkin, mentre nel 2012 interpreta il ruolo del protagonista Finch nel musical How to Succeed in Business Without Really Trying.

### Carriera da solista

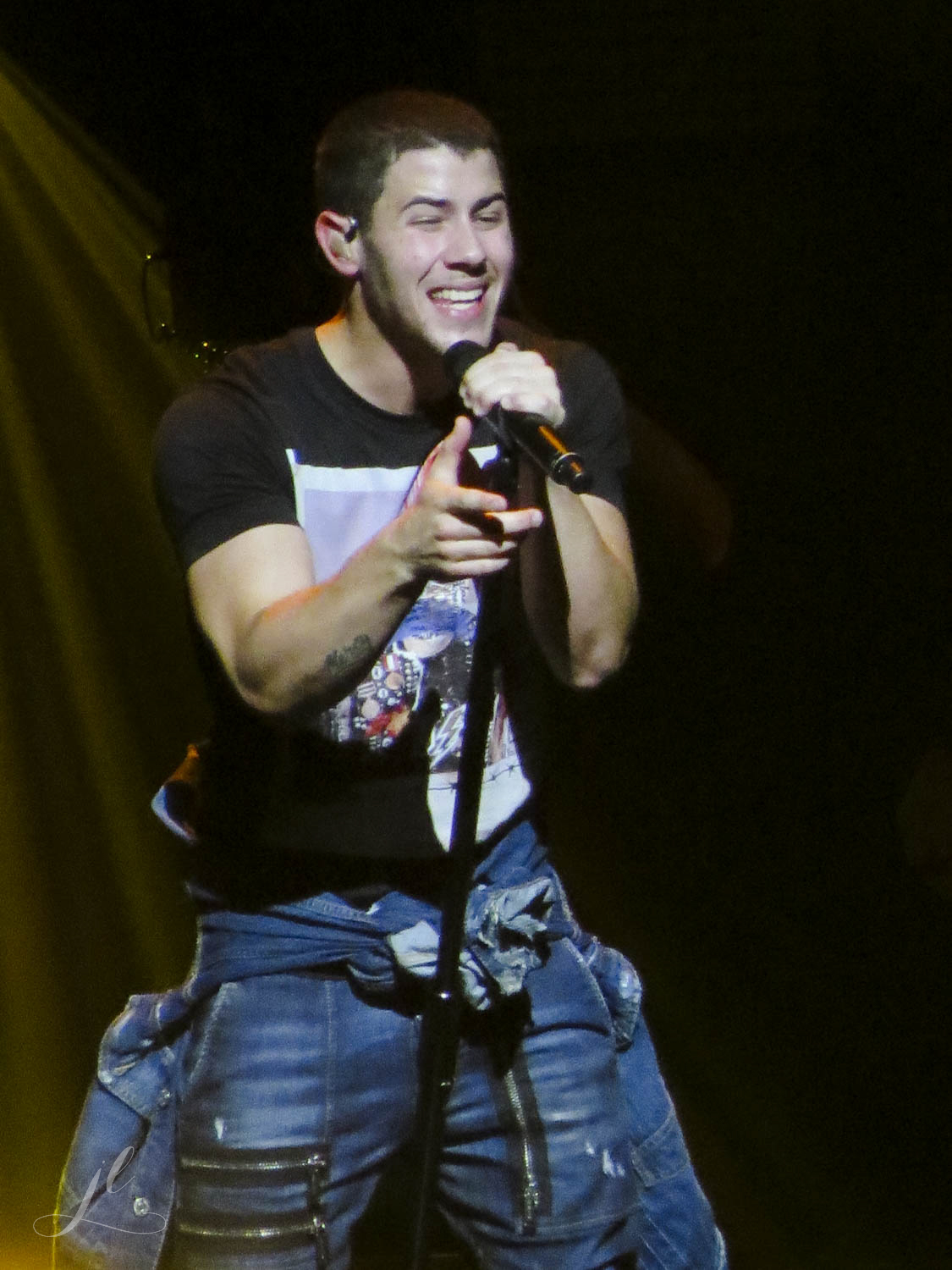
Nick Jonas nel 2016

Nel 2002 Nick ha scritto insieme al padre una canzone, intitolata Joy to the World (A Christmas Prayer), e l'ha incisa nell'album annuale di Broadway "Equity Fights AIDS" Broadway's Greatest Gifts: Carols for a Cure, Vol. 4. A novembre del 2003 una copia della canzone viene inviata alla INO Records. La casa discografica distribuì il pezzo a Christian radio, dove diventò velocemente popolare ed entrò nella classifica Record & Radio's Christian Adult Contemporary Chart.
A settembre 2004 un dirigente della Columbia Records scoprì la canzone di Nick e distribuì con questa etichetta il singolo Dear God. Un secondo singolo, intitolato Joy to the World (A Christmas Prayer) (una registrazione nuova), viene pubblicato il 16 novembre. I due singoli dovevano essere seguiti a dicembre da un album, intitolato Nicholas Jonas, che viene però posticipato.
Dopo il primo hiatus dei Jonas Brothers, Nick dà il via a una carriera da solista alla Island Records e pubblica il singolo Chains ,uscito su iTunes in America il 30 luglio 2014 mentre in Italia il 4 agosto. Il 7 settembre 2014 pubblica il suo secondo singolo Jealous, successivamente il 16 settembre 2014, giorno del compleanno di Nick, pubblica il video ufficiale della canzone. Entrambi i brani ottengono un successo commerciale molto ampio: in particolare Jealous raggiunge la top 10 della Billboard Hot 100. Per i due singoli vengono inoltre pubblicati dei remix ufficiali, rispettivamente in collaborazione con Jhené Aiko e Tinashe.
Il suo secondo album da solista, intitolato semplicemente Nick Jonas, viene pubblicato l'11 novembre 2014 e include una collaborazione con Demi Lovato nel brano Avalanche. Il 28 marzo 2015 presenta il Nickelodeon Kids' Choice Awards, nel quale si esibisce con Chains e Jealous e nel quale ne vince anche uno nella categoria di Favorite Male Singer. Successivamente l'artista pubblica una riedizione dell'album, anticipata dal singolo Levels. Verso la fine del 2015 viene annunciato un nuovo tour con Demi Lovato chiamato Future Now Tour che inizia in Nordamerica nell'estate 2016.

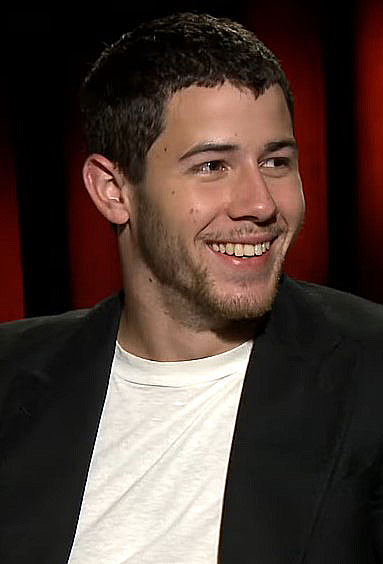
Nick Jonas nel 2017

Il 25 marzo 2016 pubblica il singolo Close, in collaborazione con Tove Lo come primo estratto dal suo terzo disco, ottenendo un altro notevole successo in USA.
Nel giugno 2016 pubblica il terzo album da solista, dal titolo Last Year Was Complicated, in cui collaborano tra gli altri Tove Lo, Ty Dolla Sign e Big Sean. Svariati altri singoli vengono estratti per la promozione del disco, per i quali vengono pubblicati dei relativi videoclip musicali.
Nel 2017, Nick Jonas pubblica il singolo Remember I Told You in collaborazione con Anne-Marie e Mike Possner e il brano da solista Find You. Nel 2018, l'artista pubblica due singoli in collaborazione con noti produttori: Anywhere con Mustard e Right Now con Robin Schulz. Successivamente, l'interprete ha messo da parte la sua carriera da solista per via della reunion dei Jonas Brothers: ciò non gli impedisce comunque di fare da giudice a The Voice USA e di pubblicare i brani The Ugly Truth e Until We Meet Again, quest'ultimo relativo alla pandemia mondiale da COVID-19.
Nel febbraio 2021 Jonas pubblica il singolo Spaceman e annuncia la pubblicazione del suo quarto album da solista, con il medesimo titolo. L'artista afferma che l'album è stato ispirato da tutte le sensazioni vissute durante la pandemia. Nello stesso anno ritorna a vestire i panni di giudice a The Voice e debutta come conduttore televisivo conducendo un episodio di Saturday Night Live, in cui riveste anche il ruolo di performer musicale; in tale occasione presenta il brano inedito This Is Heaven, pubblicato ufficialmente il 4 marzo 2021. L'album Spaceman viene pubblicato il 12 marzo 2021. Nella settimana successiva, Jonas e sua moglie Priyanka Chopra presentano le nomination ufficiali agli Oscar 2021.

### Jonas Brothers

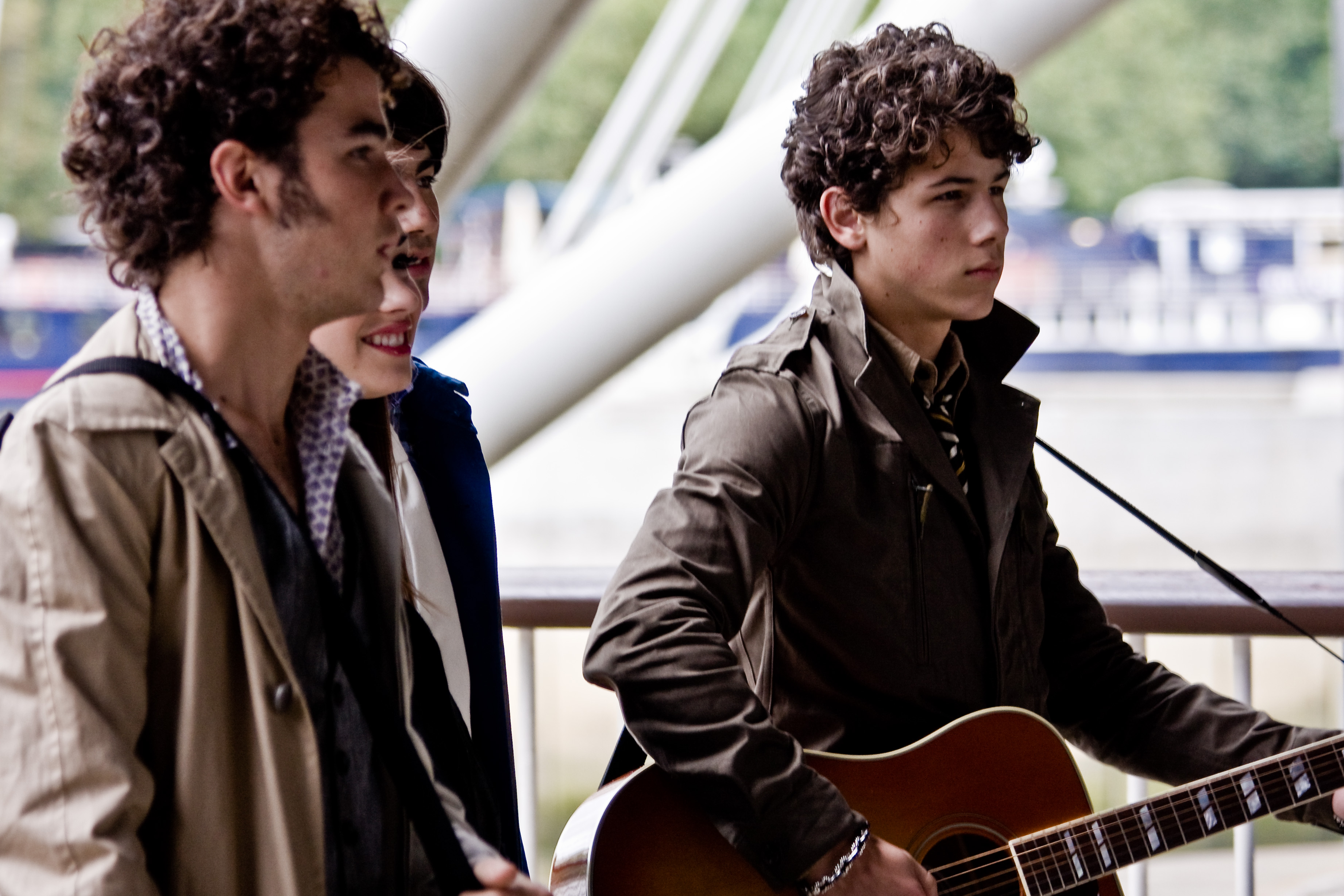
Nick durante i primi anni di attività dei Jonas Brothers

Dopo aver incontrato Nick ed ascoltato la canzone Please Be Mine, scritta e interpretata dai tre fratelli, la Daylight/Columbia Records decide di proporre ai tre un contratto. Dopo la firma con la Columbia, nasce la band Jonas Brothers, capitanata dal frontman Joe.
Il loro primo album, It's About Time, è stato pubblicato l'8 agosto 2006. Stando alle dichiarazioni del manager, si è trattato di un'edizione limitata di poco più di 50 000 copie. Dal momento che la Sony non sembrava interessata a continuare il lavoro con la band, i Jonas Brothers cambiarono etichetta e firmarono con la Hollywood Records a febbraio 2007.
Il loro secondo album, Jonas Brothers, viene pubblicato il 7 agosto 2007.
Il terzo album, intitolato A Little Bit Longer, è uscito negli Stati Uniti il 12 agosto 2008. Tali progetti ottenngono un notevole successo di pubblico: la Disney inizia a promuovere il gruppo lanciando tutti e tre i componenti anche come attori nelle produzioni di Disney Channel, contribuendo a rendere i Jonas Brothers fra i maggiori teen idol del periodo. Il successo ottenuto permette alla band di vendere 17 milioni di album in tutto il mondo.
Nel 2019 il gruppo si riunisce e, firmato un contratto con la Republic Records, pubblicano il singolo Sucker, che diventa la loro prima numero 1 nella Billboard Hot 100. Seguono la pubblicazione dell'album Happiness Begins e un tour omonimo.

## Vita privata

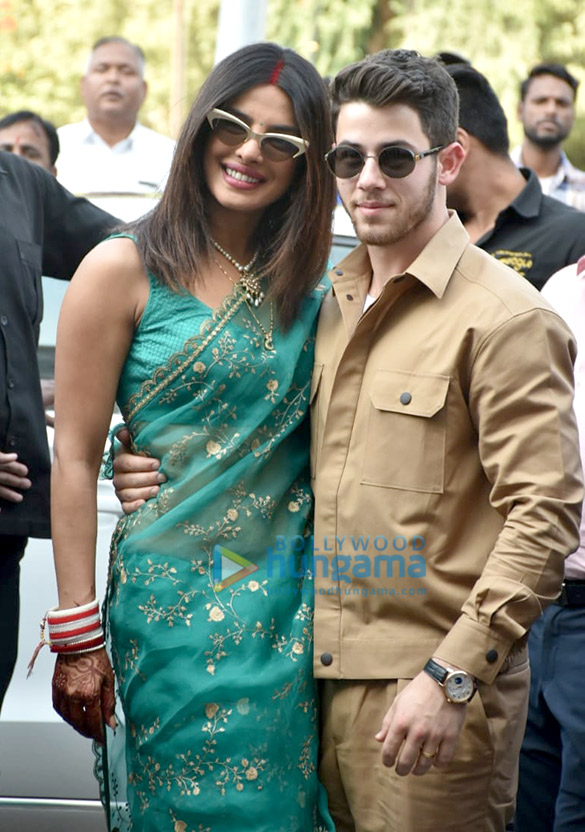
Nick Jonas con la moglie Priyanka Chopra nel 2018

Nel maggio 2018 inizia una relazione sentimentale con l'attrice indiana Priyanka Chopra. I due si sono sposati il 1º dicembre 2018, realizzando anche un documentario sulle loro nozze. Nel gennaio 2022 nasce la prima figlia della coppia, Malti Marie Chopra Jonas, tramite madre surrogata.

## Discografia

### Album in studio
- 2005 – Nicholas Jonas
- 2014 – Nick Jonas
- 2016 – Last Year Was Complicated
- 2021 – Spaceman

### Exteded play
- 2012 – Songs from How to Succeed in Business Without Really Trying

## Filmografia

### Attore

#### Cinema
- Hannah Montana & Miley Cyrus: Best of Both Worlds Concert, regia di Bruce Hendricks (2008)
- Jonas Brothers: The 3D Concert Experience, regia di Bruce Hendricks (2009)
- Les Misérables in Concert: The 25th Anniversary, regia di Nick Morris (2010)
- Passione senza regole (Careful What You Wish For), regia di Elizabeth Allen Rosenbaum (2015)
- Goat, regia di Andrew Neel (2016)
- Jumanji - Benvenuti nella giungla (Jumanji: Welcome to the Jungle), regia di Jake Kasdan (2017)
- Midway, regia di Roland Emmerich (2019)
- Jumanji: The Next Level, regia di Jake Kasdan (2019)
- Chaos Walking, regia di Doug Liman (2021)
- Love Again, regia di James C. Strouse (2023)
- The Good Half, regia di Robert Schwartzman (2023)
- Un matrimonio di troppo (You're Cordially Invited), regia di Nicholas Stoller (2025)

#### Televisione
- Hannah Montana – serie TV, episodio 2x16 (2007)
- Camp Rock, regia di Matthew Diamond – film TV (2008)
- Jonas L.A. (Jonas) – serie TV, 34 episodi (2009-2010)
- Camp Rock 2: The Final Jam, regia di Paul Hoen – film TV (2010)
- L'uomo di casa (Last Man Standing) – serie TV, episodio 1x10 (2011)
- Smash – serie TV, episodi 1x04-1x15 (2012)
- Hawaii Five-0 – serie TV, episodi 4x08-4x22-5x12 (2013-2015)
- Scream Queens – serie TV, 6 episodi (2015)
- Kingdom – serie TV, 40 episodi (2014-2017)
- Dash & Lily – serie TV, episodio 1x08 (2020)
- Calls – serie TV, episodio 1x06 (2021)

### Doppiatore
- Una notte al museo 2 - La fuga (Night at the Museum: Battle of the Smithsonian), regia di Douglas Carrigan (2009)
- Night at the Museum: Battle of the Smithsonian – videogioco (2009)
- Pupazzi alla riscossa (UglyDolls), regia di Kelly Asbury (2019)

## Teatro
- A Christmas Carol, libretto di Mike Ockrent e Lynn Ahrens, colonna sonora di Alan Menken, testi di Lynn Ahrens, regia di Mike Ockren. Madison Square Garden di New York (2000)
- Annie Get Your Gun, libretto di Herbert Fields e di sua sorella Dorothy Fields, colonna sonora di Irving Berlin, regia di Graciela Daniele. Marquis Theatre di Broadway (2001)
- La bella e la bestia, libretto di Linda Woolverton, colonna sonora di Alan Menken, testi Howard Ashman e Tim Rice. Palace Theatre di Broadway (2002)
- Les Misérables, colonna sonora di Claude-Michel Schönberg, testi di Alain Boublil ed Herbert Kretzmer, regia di Trevor Nunn e John Caird. Broadway Theatre di Broadway (2003)
- The Sound of Music, libretto di Howard Lindsay e Russel Crouse, colonna sonora di Richard Rodgers, testi di Oscar Hammerstein II, regia di James Brennan. Paper Mill Playhouse di Millburn (2003)
- Les Misérables, colonna sonora di Claude-Michel Schönberg, testi di Alain Boublil ed Herbert Kretzmer, regia di Trevor Nunn e John Caird. Queen's Theatre di Londra (2010)
- Hairspray, libretto di Mark O'Donnell e Thomas Meehan, colonna sonora di Marc Shaiman, testi di Scott Wittman, regia di Jerry Mitchell. Hollywood Bowl di Los Angeles (2011)
- How to Succeed in Business Without Really Trying, libretto di Abe Burrows, Jack Weinstock e Willie Gilbert, colonna sonora di Frank Loesser, regia di Rob Ashford. Al Hirschfeld Theatre di Broadway (2012)
- The Last Five Years, libretto e colonna sonora di Jason Robert Brown, regia di Whitney White. Hudson Theatre di Broadway (2025)

## Doppiatori italiani
Nelle versioni in italiano delle opere in cui ha recitato, Nick Jonas è stato doppiato da:
- Flavio Aquilone in Hannah Montana, Jumanji - Benvenuti nella giungla, Jumanji - The Next Level,  Dash & Lily
- Matteo Liofredi in Mr Sunshine, Scream Queens, The Good Half
- Mattia Ward in Camp Rock, Camp Rock 2: The Final Jam, Jonas L.A.
- Lorenzo De Angelis in Passione senza regole, Goat
- Mirko Cannella in Hawaii Five-0
- Gabriele Patriarca in Midway
- Manuel Meli in Chaos Walking
- Andrea Oldani in Love Again
- Davide Perino in Calls
- Leonardo Lugni in Un matrimonio di troppo

## Riconoscimenti
- American Music Award
  - 2015 – Candidatura come miglior artista pop/rock maschile
- BMI Award
  - 2016 – Miglior cantautore pop
- Broadway Beacon Awards
  - 2012 – Premio onorevole per il contributo all'industria teatrale
- CMT Music Awards
  - 2017 – Candidatura come performance dell'anno per Close
- Golden Globe
  - 2018 – Candidatura come miglior canzone originale per Home dal film Ferdinand
- Guild of Music Supervisors Award
  - 2018 – Candidatura come miglior colonna sonora per Home dal film Ferdinand
- Hal David Starlight Award
  - 2016 – Premio "Hal David Starlight"
- iHeartRadio Music Awards
  - 2016 – Candidatura al premio "Triple Threat"
- MTV Europe Music Awards
  - 2014 – Candidatura come miglior artista emergente
  - 2015 – Candidatura come miglior artista statunitense
  - 2018 – Candidatura come miglior performance sul palco
- MTV Movie & TV Awards
  - 2018 – Candidatura come miglior squadra sullo schermo per Jumanji - Benvenuti nella giungla
- MTV Video Music Awards
  - 2015 – Candidatura come miglior video di un artista maschile per Chains
  - 2016 – Candidatura come canzone dell'estate per Bacon
- MTV Video Music Awards Latin America
  - 2009 – Artista più stiloso
- MuchMusic Video Awards
  - 2015 – Candidatura come artista internazionale preferito
  - 2016 – Artista internazionale dell'anno
- Nickelodeon Kids' Choice Awards (Messico)
  - 2010 – Candidatura come artista maschile internazionale preferito
- Nickelodeon Kids' Choice Awards (Stati Uniti)
  - 2010 – Candidatura come attore TV preferito per Jonas L.A. e Camp Rock 2: The Final Jam
  - 2011 – Candidatura come attore TV preferito per Camp Rock 2: The Final Jam
  - 2015 – Cantante maschile preferito
  - 2016 – Candidatura come cantante maschile preferito
- People's Choice Awards
  - 2016 – Candidatura come miglior attore televisivo per Kingdom
  - 2016 – Candidatura come miglior artista maschile
  - 2017 – Candidatura come miglior attore televisivo per Kingdom
- Radio Disney Music Awards
  - 2015 – Candidatura come miglior artista maschile
  - 2015 – Candidatura come miglior canzone per Jealous
  - 2016 – Candidatura come miglior artista maschile
  - 2017 – Candidatura come miglior artista maschile
  - 2017 – Candidatura come miglior canzone da lipsync per Bacon
  - 2017 – Candidatura come miglior tour per il Future Now Tour con Demi Lovato
- Streamy Award
  - 2021 – Candidatura al premio "Crossover"
- Teen Choice Awards
  - 2010 – Candidatura come miglior canzone d'amore per Stay
  - 2010 – Candidatura come miglior artista emergente per la band Nick Jonas & the Administration
  - 2013 – Premio "Inspire"
  - 2015 – Candidatura come miglior artista maschile
  - 2015 – Candidatura come miglior canzone di un artista maschile per Jealous
  - 2016 – Candidatura come miglior artista maschile
  - 2016 – Candidatura come miglior singolo di un artista maschile per Close
  - 2016 – Candidatura come miglior canzone d'amore per Close
  - 2016 – Candidatura come musicista dell'estate
  - 2016 – Icona di stile maschile
  - 2016 – Candidatura come miglior tour per il Future Now Tour con Demi Lovato
  - 2018 – Candidatura come miglior rubascena per Jumanji - Benvenuti nella giungla
- Young Hollywood Awards
  - 2010 – Artista dell'anno